# 사산소
사산소(영어: tetraoxygen, oxozone, O4)는 산소 원자 네 개로 이루어진 분자이다. 1924년 Gilbert N. Lewis가 존재를 예측했다.
또한 사산소는 1924년 Gilbert N. Lewis가 액체 산소가 퀴리의 법칙을 따르지 않는 데 대한 설명으로 이를 제안했다. 완전히 정확하지는 않지만 컴퓨터 시뮬레이션에 따르면 액체 산소에는 안정적인 O4 분자가 없지만 O2 분자는 역평행 스핀과 쌍을 이루어 일시적인 O4 단위를 형성하는 경향이 있다.1999년에 연구자들은 10GPa 이상의 압력에서 적색 산소라고도 알려진 ε-상의 고체 산소가 O4라고 생각했다. 그러나 2006년에 X선 결정학에 의해 이 안정한 상은 실제로 옥타산소(O8)였다.
그럼에도 불구하고, 양전하를 띤 사산소는 질량 분석 실험에서 수명이 짧은 화학종으로 검출되었다.
| 메타안정 O4의 이론적 구조. |          |
|                            |          |
| D2d 구조                   | D3h 구조 |

## 같이 보기
- 오존
- 사질소